# 莫洛迪日內 (克羅皮夫尼茨基區)
48°10′45″N 32°39′38″E / 48.17917°N 32.66056°E
莫洛迪日内（烏克蘭語：Молодіжне），是烏克蘭中部基洛夫格勒州克罗皮夫尼茨基区多林斯卡市镇的市級鎮。始建於1960年，海拔高度145米，面積0.73平方公里，2011年人口1,354，人口密度每平方公里1,854.79人。